# Калантай, Иван Фёдорович
Иван Фёдорович Калантай (укр. Іван Федорович Калантай; 26 июня 1936, посёлок Новая Водолага, Харьковская область — 12 апреля 2023) — украинский коммунистический деятель, первый секретарь Первомайского райкома Компартии Украины, Харьковская область, Украинская ССР. Герой Социалистического Труда (1981). Член ЦК КПУ (1981—1990). Депутат Верховного Совета УССР 11 созыва.

## Биография
Родился 26 июня 1936 году в рабочей семье в посёлке Новая Водолага Харьковской области.
Окончил Липковатовский сельскохозяйственный техникум Харьковской области. С 1955 года работал помощниом бригадира в совхозе «Красный шахтёр» Днепропетровской области. Служил в Советской армии. В 1958 году поступил в КПСС.
В 1958—1959 годах — лаборант Харьковского отделения Украинской конторы треста лекарственных растений.
С 1959 по 1963 год — на комсомольской работе: инструктор, 1-й секретарь Нововодолажского районного комитета ЛКСМУ Харьковской области, заместитель секретаря комитета ЛКСМУ Валковского производственного колхозно-совхозного управления.
Окончил Харьковский сельскохозяйственный институт имени Докучаева.
С 1963 по 1975 год — инспектор и партийный организатор производственного колхозно-совхозного управления, секретарь партийной организации колхоза имени Чкалова Валковского района Харьковской области, секретарь Нововодолажского районного комитета КПУ Харьковской области.
С 1975 года по январь 1986 года — 1-й секретарь Первомайского районного комитета КПУ Харьковской области. Окончил Высшую партийную школу при ЦК КПУ.
В 1981 году был удостоен звания Героя Социалистического Труда «за выдающиеся успехи, достигнутые в выполнении заданий десятой пятилетки и социалистических обязательств по увеличению производства и продажи государству продуктов земледелия и животноводства».
В 1985 году избирался депутатом Верховного Совета УССР 11 созывов.
С января 1986 года — секретарь Харьковского областного комитета КПУ.
В апреле — августе 1991 года — 1-й секретарь Нововодолажского районного комитета КПУ Харьковской области.
В 1991—1992 годах — заместитель начальника Управления сельского хозяйства Нововодолажского районного исполнительного комитета.
В 1994—1995 годах — председатель Нововодолажского районного совета народных депутатов.
С 1995 по 1998 год — председатель Нововодолажского райгосадминистрации.
С 1998 по март 2000 года — председатель Нововодолажского районного совета Харьковской области.
В 2000 году вышел на пенсию. Скончался 12 апреля 2023 года.

## Награды
- Герой Социалистического Труда — указом Президиума Верховного Совета СССР от 6 марта 1981 года
- Орден Ленина
- Орден Трудового Красного Знамени — дважды (1971, 1976)
- Орден «Знак Почёта» (1973)
- Медаль «За трудовую доблесть»
- Почётный гражданин Первомайского района (2001)
- Почётный гражданин Нововодолажского района (2003)
- Почётный гражданин Харьковской области (2010)